# Марк Блок
Марк Леопольд Бенжамін Блок (фр. Marc Léopold Benjamin Bloch; 6 липня 1886, Ліон — 16 червня 1944, Сен-Дідьє-де-Форман, департамент Ен, Франція) — визначний французький історик, дослідник історії середньовічної Франції. Засновник, видавець та редактор (разом з Люсьєном Февром) журналу «Аннали» та засновник однойменної школи.

## Біографія
Народився 6 липня 1886 року в Ліоні в єврейській родині.
В 1904 році вступив до Вищої нормальної школи, після закінчення якої в 1908 перебував у Берліні та Лейпцигу, де отримав трирічну стипендію Фонду Т'єра. З 1912 року викладав в ліцеях Монпельє і Ам'єна. Під час Першої світової війни перебував в лавах французької армії. З 1919 року — професор Страсбурзького університету. З 1936 — професор економічної історії в Сорбонні.
Після початку Другої світової війни став капітаном французької армії і відхилив пропозицію переїхати з окупованої Франції в США, бажаючи розділити долю своєї країни. Окупанти розграбували його бібліотеку; як єврей він був змушений піти з «Анналів» і публікувався там під псевдонімом. Блок взяв активну участь в русі Опору, був змушений перейти на нелегальне становище.
У березні 1944 року був заарештований гестапо і стійко витримував всі тортури, не розкривши ні імен, ні явок. 16 червня того ж року був розстріляний разом з групою патріотів, але в першу чергу не через своє єврейське походження, а за участь у русі опору. Його останніми словами були: «Хай живе Франція».

## Наукова діяльність
Блок — соціальний історик, сфера його інтересів — аграрна історія, феодальний лад середньовічної Європи, але кінцева мета — дати комплексний аналіз суспільства. Саме тому він активно бажав об'єднати зусилля вчених різних спеціальностей на сторінках «Анналів».
У книзі «Характерні риси французької аграрної історії» (1931) в центрі уваги Блока — поземельні відносини, але не меншою мірою — прийоми землекористування, сільськогосподарська техніка, кількість і склад народонаселення, ландшафти тощо. Блок прагнув включити в аграрну історію і історію відносин влади («Королі і серви: глава з історії епохи Капетингів»; 1920).
У роботі «Королі-Чудотворці. Нарис уявлень про надприродний характер королівської влади, розповсюджений переважно у Франції та в Англії» (1924) Блок аналізує так зване «Королівське диво» — поширені в народі вірування і ритуали, пов'язані з уявленнями, що монархи Англії та Франції можуть зцілювати накладанням рук. Таким чином Блок показує, що монархія виступає як сила, що об'єднує владу і магію. Ця книга, яка була майже не помічена в момент публікації, зараз вважається однією з основних в історії ментальності.
Соціальна історія, в інтерпретації Блока, — не тільки історія стосунків землеволодіння і королівської влади, форм селянської залежності і помісної експлуатації; не обмежується вона і вивченням систем землекористування. Вона містить у собі як невід'ємний компонент людської свідомості, названу ментальність і тільки через них стає зрозумілою і знаходить сенс для історика. Історія — не «вивчення минулого», а «наука про людей у часі», «про людину в суспільстві». Для Блока навіть страх перед пеклом — важливий соціальний фактор середньовіччя.

## Методологія історії
Метою своїх досліджень Блок бачив розгляд методів, які застосовувалися в історичних дослідженнях, опис історії такою, якою вона, на його переконання, буде в подальшому. Предметом історичного дослідження за Блоком має бути людина в часі. На підставі цього він висуває і обґрунтовує поняття історичного часу, який має служити для міцної фіксації історичних подій у часі.
Другою проблемою, яка розробляється Блоком є проблема історичного спостереження. Для нього минуле — це певна заданість, яку не можна змінити і сприйняття цього минулого безпосередньо не можливо. Тому історик пропонує і методи за допомогою яких найбільш якісно можна аналізувати історичні джерела, а також методи їх більш широкого аналізу.

## Переклади українською
- Марк Блок. Феодальне суспільство. Переклад з французької Віктора Шовкуна. – Київ, 2002 – 528 с.[9]
- Марк Блок. Апологія історії або ремесло історика. Переклад Марини Марченко. – Київ: Лаурус, 2018. – 144 с.